# 有田哲平
有田哲平（日语：／ Arita Teppei，1971年2月3日—），日本男性搞笑藝人、主持人。出身於熊本縣熊本市東區。搞笑組合奶油濃湯成員，裝傻擔當，搭檔是上田晉也。所屬經紀公司是NATURALEIGHT。

## 相關網站
- 奶油濃湯官方網站 - NATURALEIGHT （页面存档备份，存于）
- 有田哲平在互联网电影资料库（IMDb）上的資料（英文）